# María Eliana Ramírez
María Eliana del Carmen Ramírez Casali (Talca, 11 de agosto de 1948) es una botánica chilena, especialista en taxonomía y biogeografía de algas marinas bentónicas de la costa del Pacífico temperado de Sudamérica. Fue directora del Museo Nacional de Historia Natural de Chile entre 1999 y 2007.

## Infancia, crecimiento y formación científica
María Eliana Ramírez nació en la ciudad de Talca en 1948. Ambos padres eran profesores, pero fue su padre quien se preocupó de inculcar y estimular en María Eliana el amor por la naturaleza, mediante largas excursiones y paseos, lo que además la marcó profesionalmente. Posteriormente la familia se traslada a Santiago, y María Eliana ingresa a estudiar al Liceo N° 3 de niñas. Es durante estos años escolares en los que se profundiza la vocación científica de la futura botánica, especialmente por las clases de Ciencias Naturales que recibía en este establecimiento escolar. Finalizado el colegio María Eliana Ramírez tenía intenciones de estudiar Medicina, sin embargo no logra ingresar a la carrera, por lo que opta por cursar la carrera de Pedagogía en Biología en la ciudad de Antofagasta. María Eliana Ramírez vuelve a Santiago a estudiar en el Instituto Pedagógico de la Universidad de Chile, titulándose de profesora de Biología y Ciencias Naturales en 1970, cuando solamente tenía 21 años de edad.
María Eliana Ramírez siempre fue una alumna destacada en su carrera, lo que se tradujo en su temprana labor como profesora, en este caso en el Liceo N° 6 de niñas de Santiago. Paralelamente a la ciencia, María Eliana cultivó una pasión por el deporte, por eso una vez que se tituló de profesora de ciencias, comenzó una carrera de Técnico Deportivo, que no finalizó. Retornó a Antofagasta ya casada, donde se dedica a la docencia. Se transforma en profesora asistente de la Universidad de Chile en Antofagasta, tuvo a su cargo las cátedras de Botánica General y Fisiología Vegetal en las carreras de Pedagogía en Biología y Diseño Paisajista. Por esas épocas traba contacto con el investigador Jorge Tomicic, quien la insta a dedicarse a la botánica y las plantas del mar. Tomicic dirigía el Instituto de Investigaciones Oceanológicas. María Eliana Ramírez centró su investigación en las algas.
Una vez abierta la carrera de Acuicultura, Tomicic invita a María Eliana a impartir clases en este instituto. En esta época, Ramírez integró un curso de algas en la Pontificia Universidad Católica de Santiago, impartido por el Dr. Bernabé Santelices, quien la alienta para que ingrese a la Sociedad Chilena de Biología, lo que finalmente se materializó en 1981.

## Labor en el Museo Nacional de Historia Natural
Desde el 1 de julio de 1980 es parte del Área de Botánica del MNHN, como investigadora, considerando que desde el año 1950 no se había desarrollado la botánica marina en el Área de Botánica del museo. En el MNHN encontró una buena acogida para su línea de investigación sobre algas chilenas, no obstante el museo no poseía las instalaciones adecuadas, o bien materiales (algas) para que ella realizara su trabajo. En 1986 logra, en conjunto con su colega Dieter Müller, obtener fondos de la embajada de Alemania en Chile, con los que logró implementar un laboratorio para seguir sus investigaciones. Posteriormente, Bernabé Santelices le aconseja crear el Catálogo de las Algas Marinas del Pacífico Suroriental, para el registro de las algas que se han identificado en las costas de Chile, catastro que no existía en el país. Tras cuatro años de trabajo, en los cuales María Eliana Ramírez rastreó expediciones que se realizaron en Chile desde el siglo XVIII, a través de una revisión bibliográfica en Chile, Estados Unidos y Europa. Su investigación se publicó con el título Catálogo de las Algas Marinas Bentónicas de la costa del Pacífico Temperado de Sudamérica.
También comienza la proyección internacional de María Eliana Ramírez. Comienza a hacer investigaciones antárticas con Dieter Müller, con quien investiga en la Universidad de Constanza, en Alemania. Ahí aprendió técnicas para el cultivo de algas en laboratorio y la biología de la reproducción de las algas pardas. A partir de esto, publica trabajos en revistas científicas, completando más de 70 trabajos en diversas publicaciones a nivel mundial. En Europa recorre herbarios de distintos museos, buscando los tipos de algas de Chile, recolectados por las primeros que recorrieron esos territorios. Paralelamente, María Eliana Ramírez ha participado en más de 30 expediciones científicas a lo largo de territorio chileno, en lugares tan diversos como Isla de Pascua y el Territorio Antártico Chileno, entre otros.

### Directora del MNHN
En el Museo Nacional de Historia Natural, María Eliana se había dedicado enteramente a la investigación taxonómica de las algas. En medio de su labor científica, se entera de que su nombre es uno de los que se maneja para asumir la dirección de la institución. Esto se materializa el 1 de agosto de 1999, cuando María Eliana Ramírez se transforma en directora del MNHN, sucediendo en el cargo a Alberto Carvacho y convirtiéndose en la segunda mujer en ocupar el puesto después de Grete Mostny. Asumir la dirección del museo implicaba una decisión difícil: alejarse de la investigación científica a la cual Ramírez consagró su vida, para asumir un cargo administrativo. No obstante, asume la posición pensando que desde ella también es posible hacer aportes a la ciencia.
De esta manera, María Eliana Ramírez fijó como pilar de su gestión la modernización del MNHN, en concordancia con un proceso de modernización de las institucionales estatales aplicado por el gobierno de Ricardo Lagos. Dada esa tónica, la nueva directora del museo se especializó en el funcionamiento de instituciones públicas y en gestión cultural de museos. En el MNHN, este impulso se tradujo en implementar ideas frescas que acercaran la ciencia a los visitantes del museo, junto con un objetivo de mayor ambición: instalar al Museo Nacional de Historia Natural como una de las instituciones relevantes en el aparato estatal, en cuanto a ser la más importante entidad de fomento del conocimiento de la biodiversidad de Chile y de la investigación científica.
La directora introdujo cambios en la estructura interna de la institución, instalando la gestión participativa, en la cual los trabajadores del museo en su conjunto podrían aportar para el desarrollo del museo, para esto se realizaron talleres formativos para que los funcionarios pudieran hacer aportes efectivos al desarrollo institucional. Asimismo, diversas áreas del museo trabajarían en un plan estratégico para modernizar el museo, cuyo trabajo conjunto se tradujo en la conformación de un Consejo Directivo, encargado de asesorar a la directora en sus funciones. En este marco, se creó una nueva publicación del MNHN, la revista Gigouxiana, nombrada así en honor al exdirector del museo, Enrique Ernesto Gigoux. Esta revista tenía como objetivo difundir la actividad de los investigadores del museo en actividades de extensión, tanto dentro de Chile así como en el extranjero, así como la divulgación de los trabajos científicos publicados por investigadores de la institución, así como sus próximos artículos. También fue un medio de difusión de actividades públicas del museo, como la apertura de nuevos espacios y eventos como inauguraciones.

### Apertura del segundo piso y nuevas salas en el museo
En cuanto a la infraestructura del museo, un importante hito de la gestión de María Eliana Ramírez fue la apertura del segundo piso del museo y habilitarlo como nuevo espacio para exhibiciones. A partir de esto se implementaron nuevas salas de exhibición en el segundo nivel del edificio, tales como las Salas del Cobre, Salas Interactivas de las Aguas y de Biomas, Sala de Invertebrados del Mesozoico, Sala de las Maderas, Salas de Juan Fernández, y el Hombre y su medio ambiente, Sala de Climas y de Diversidad Acuática. Con la habilitación de estos nuevos espacios, el museo alcanzó los 3 mil m² de superficie disponible para exposiciones. Las nuevas salas se dividirían en dos tipos, según sus características. Unas fueron las interactivas, y otras las contemplativas, estas últimas dedicadas a la exhibición de las colecciones patrimoniales del MNHN. Los contenidos preparados para las salas estaban en concordancia con los programas educativos del Ministerio de Educación, y además contenían un carácter de defensa del medioambiente y una valoración del patrimonio natural y cultural de Chile.
A pesar de lo demandante que era la labor de dirigir el MNHN, María Eliana nunca abandonó la investigación. Incluso dentro del mismo museo, una vez finalizada la jornada laboral acudía al laboratorio, para tomar contacto con estudiantes e investigadores extranjeros que trabajaban en las instalaciones. Asimismo, siempre estuvo preocupada del ámbito educativo, por lo que en la misión del museo, junto con la investigación, valora el acercamiento de la ciencia al público mediante exposiciones.
Estuvo en el cargo hasta el 8 de enero de 2007, siendo sucedida por Claudio Gómez. En 2011 María Eliana Ramírez jubiló a su cargo de planta en el MNHN. No obstante, se mantiene activa como investigadora y científica.

## Algunas publicaciones
- maría e. Ramírez, cecilia Osorio. 2000. Patrones de distribución de macroalgas y macroinvertebrados intermareales de la isla Robinson Crusoe, archipiélago de Juan Fernández, Chile. Investig. mar. [en línea]. Vol. 28 [citado 6 de septiembre de 2012] pp. 1-13 en línea ISSN 0717-7178

- ---------------------. Catálogo de las algas marinas del Territorio Chileno Antártico. N.º 24. Serie científica 1978. Instituto Antártico Chileno

- ---------------------. 1995. Documentación y puesta en valor de la colección de algas marinas del Archipiélago de Juan Fernández, depositada en el Museo Nacional de Historia Natural. Informes Fondo de Apoyo a la Investigación. Centro de Investigación Barros Arana. DIBAM: 17-22

- d.g. Müller, maría e. Ramírez. 1994. Filamentous brown algae from the Juan Fernández Archipelago (Chile). Contribution of laboratory culture techniques to a phytogeographic survey. Bot. Mar. 37: 205-211

- maría e. Ramírez, bernabé Santelices. 1991. Catálogo de las algas marinas bentónicas de la costa temperada del Pacífico de Sudamérica. Monografías biológicas 5. Editor Fac. de Ciencias Biológicas, Pontificia Universidad Católica de Chile, 437 pp.

- La abreviatura «M.E.Ramírez» se emplea para indicar a María Eliana Ramírez como autoridad en la descripción y clasificación científica de los vegetales.[2]